# Jacksonville (Arkansas)
Jacksonville es una ciudad en el condado de Pulaski, Arkansas, Estados Unidos. De acuerdo con estimaciones de 2005 de la Oficina del Censo de los Estados Unidos, su población era de 30 506 habs., lo que la convierte en la 12° ciudad más grande del estado. Se encuentra a pocos kilómetros al norte del río Arkansas, y es parte del área metropolitana de Little Rock-North Little Rock-Conway.
La ciudad fue nombrada en honor a Nicholas y Elizabeth Jackson, quienes donaron el terreno para el Cairo & Fulton Railroad (Ferrocarril de Cairo y Fulton) en 1870. El pueblo se desarrolló alrededor del almacén del ferrocarril y en 1944 la ciudad fue incorporada. En 1941, se inició la construcción de la Arkansas Ordnance Plant (Planta de Artillería de Arkansas), la cual sirvió principalmente para fabricar fusibles y detonadores para la Segunda Guerra Mundial. Luego de la guerra, la planta cerró y se vendió el terreno para propósitos comerciales. En 1955, se inauguró la Little Rock Air Force Base (Base de la Fuerza Aérea de Little Rock). En la actualidad, todavía se conservan porciones de la Ordnance Plant, algunas de las cuales están incluidas en el Registro Nacional de Lugares Históricos.

## Geografía
Jacksonville se localiza a 34°52′13″N 92°6′55″O / 34.87028, -92.11528. Según la Oficina del Censo de los Estados Unidos, la ciudad tiene un área de 68,8 km², de los cuales 68,4 km² corresponde a terreno seco y 0,4 km² a agua (0,64%).

## Demografía
Según el censo de 2000, había 29 916 personas, 10 890 hogares y 8004 familias en la ciudad. La densidad de población era 424,8 hab/km². Había 11 890 viviendas para una densidad promedio de 174,0 por kilómetro cuadrado. De la población el 64,17 % eran blancos, el 27,88 % afroamericanos, el 0,50 % amerindios, el 1,98 % asiáticos, el 0,13 % isleños del Pacífico, el 1,14 % de otras razas y el 2,58 % mestizos. El 6,24 % de la población eran hispanos o latinos de cualquier raza.
Se contaron 10 890 hogares, de los cuales el 40,2 % tenían niños menores de 18 años, el 55,1 % eran parejas casadas viviendo juntos, el 14,6 % tenían una mujer como cabeza del hogar sin marido presente y el 26,5 % eran hogares no familiares. El 22,0 % de los hogares estaban formados por un solo miembro y el 5,9 % tenían a un mayor de 65 años viviendo solo. La cantidad de miembros promedio por hogar era de 2,64 y el tamaño promedio de familia era de 3,08 miembros.
En la ciudad la población estaba distribuida en: 29,0 % menores de 18 años, 12,8 % entre 18 y 24, 33,2 % entre 25 y 44, 17,6 % entre 45 y 64 y 7,3 % tenían 65 o más años. La edad media fue 30 años. Por cada 100 mujeres había 100,4 varones. Por cada 100 mujeres mayores de 18 años había 98,4 varones.
El ingreso medio para un hogar en la ciudad fue de $35 460 y el ingreso medio para una familia $40 381. Los hombres tuvieron un ingreso promedio de $26 708 contra $21 804 de las mujeres. El ingreso per cápita de la ciudad fue de $16 369. Cerca de 11,9 % de las familias y 14,2 % de la población estaban por debajo de la línea de pobreza, 20,5 % de los cuales eran menores de 18 años y 7,9 % mayores de 65.